# 75823 Csokonai
A 75823 Csokonai (2000 BJ15) kisbolygó a kisbolygóövben kering. 2000. január 28-án fedezte föl Sárneczky Krisztián és Kiss László a Piszkéstetői Csillagvizsgálóban. A kisbolygó a nevét Csokonai Vitéz Mihály magyar költőről kapta.